# Chira guianensis
Chira guianensis är en spindelart som först beskrevs av Władysław Taczanowski 1871.  Chira guianensis ingår i släktet Chira och familjen hoppspindlar. Inga underarter finns listade i Catalogue of Life.